# Limnophora stragula
Limnophora stragula este o specie de muște din genul Limnophora, familia Muscidae. A fost descrisă pentru prima dată de Seguy în anul 1950. Conform Catalogue of Life specia Limnophora stragula nu are subspecii cunoscute.